# Marcian Bleahu
Marcian David Bleahu, dit Matty Bleahu, né le 14 mars 1924 à Brașov (Roumanie) et mort le 30 juillet 2019 à Bucarest (Roumanie), est un géologue, spéléologue, géographe, explorateur, écrivain et homme politique roumain.
Il est connu pour ses contributions scientifiques au développement de la tectonique globale (avec des applications dans l’étude de la géologie des Carpates), pour le développement de la spéléologie mais aussi pour la popularisation de la science et de l’écologie en Roumanie.
Auteur de 41 livres et de 126 travaux scientifiques de spécialité, de plus de 400 articles sur différents sujets, conférencier avec plus de 500 apparitions publiques, à la radio et à la télévision aussi, pionnier de l’utilisation des multimédia dans les conférences, Marcian Bleahu est l’une des plus importantes personnalités scientifiques roumaines de la deuxième moitié du XXe siècle. 
Ses livres et ses conférences ont inspiré des générations entières de jeunes passionnés par la nature, la montagne et par l’exploration des grottes de la Roumanie. En même temps, il a été le mentor de plusieurs géologues roumains de l'après Seconde Guerre mondiale.

## Biographie
Marcian David Bleahu est né le 14 mars 1924 à Brașov dans la famille d’un notaire avec une ascendance maternelle qui va jusqu’au prince Constantin Brancovan. Il a été enrôlé comme militaire pendant la Seconde Guerre mondiale.
Il a suivi les cours de l’école générale et du lycée à Brașov. En 1949, il finit ses études universitaires à la faculté de sciences (sections sciences de la nature et géographie), à l’université de Bucarest. En 1974 il obtient son titre de docteur avec une thèse sur la géologie et la morphologie du karst et des grottes, à l’université de Cluj.
Il commence son activité didactique à la chaire de géologie de l’université de Bucarest, comme attaché de recherches et maître de conférences entre 1949 et 1961. Éliminé du système d’enseignement pour des raisons politiques, il reprend sa carrière universitaire après 1989, quand il fonde, avec le professeur Dolphi Drimer, l’université écologique, et il est nommé doyen de la faculté des sciences de la nature (transformée en faculté d’écologie).
Entre 1949 et 1994, il a travaillé comme géologue, chercheur et dans des postes de responsabilité (dont directeur) à l’Institut géologique de la Roumanie.
Il est élu sénateur pour les législatures 1990-1992 et 1996-2000, sous les couleurs du Mouvement écologiste roumain, et de la Fédération écologiste roumaine. Il est ministre de l’Environnement en 1991-1992.
Il a reçu plusieurs prix et décorations. En 2008 il reçoit la croix de chevalier de l'ordre de l'Étoile de Roumanie, la plus importante décoration roumaine.
Il s’est retiré de l’activité publique, mais il continue à écrire des articles et des livres dans divers domaines, dont celui de la musique (il est connu comme mélomane raffiné) ou de l’écologie.

### Carrière professionnelle
Après avoir fini ses études universitaires, en 1949, Marcian Bleahu intègre la chaire de géologie de l'université de Bucarest. Il y donne ses premiers cours de géologie structurelle et de géologie du Quaternaire. En 1961 il est déchu de sa chaire par l’administration communiste, pour des raisons politiques.
Le 4 avril 1990, avec Dolphi Drimer, Marcian Bleahu fonde l’université écologique, la première institution privée d’enseignement supérieur en Roumanie et l’unique université à profil écologique. Dolphi Drimer devient le recteur de cette université et Marcian Bleahu est nommé doyen de la faculté des sciences de la nature (plus tard faculté d'écologie), où il enseigne la géologie dynamique, la géographie physique de la Roumanie, la géologie de la Roumanie, la protection de la nature et des aires protégées. Il arrête son activité académique en 2001.
Entre 1949 et 1994, en parallèle à son activité de professeur, Marcian Bleahu a travaillé comme géologue à l’Institut géologique. C’est là que se déroula la majeure partie de son activité scientifique.
Entre 1952 et 1985 il fait une longue série de recherches dans les Carpates, surtout dans les Apuseni. Pendant ces 33 années d’activité de recherche sur le terrain, il a synthétisé et fait connaître au public la stratigraphie et la structure des monts Apuseni. Ses travaux dans ce domaine sont les premières sources scientifiques pour la géologie des montagnes Maramureș, Bihor, Codru-Moma, Métallifères, auxquelles il a dédié des monographies. Ces études ont eu un impact important dans des synthèses d’intérêt national, tels les dépôts charbonniers, les formations paléozoïques et mésozoïques, mais aussi du point de vue tectonique, dans les travaux d’ensemble sur la structure du territoire, et dans l’intégration de ces recherches dans le cadre plus large de l’étude de la paléographie du Trias dans l'Est de l’Europe.
Directement ou par la coordination des équipes de géologues, Marcian Bleahu a produit plus de 50 de cartes (feuilles) composantes de la carte géologique de la Roumanie, à l’échelle 1:200.000, pour laquelle il a produit aussi les standards d'État dans le domaine.
Un chapitre spécial dans cette activité de terrain a été l’étude de la karstologie, c’est-à-dire l’exploration, la cartographie et la recherche des grottes des monts Apuseni. En 1976 il coordonne un collectif d’auteurs qui publient le travail de référence Grottes de la Roumanie, qui devient l’un des ouvrages scientifiques roumains le plus vendu.
Ces recherches et les tendances scientifiques mondiales des années 1960 dans le domaine de la tectoniques des plaques catalysent l’activité de recherche de Marcian Bleahu, qui devient un pionnier de l’étude de la tectonique globale, non pas seulement en Roumanie, mais avec des contributions importantes dans la communauté scientifique internationale. Les résultats de ses études ont été synthétisés dans le livre La tectonique globale (Tectonica globală) - Bucarest, 1983, Editura Științifică, en deux volumes et plus de 1 000 pages.
Malgré l’opposition du monde scientifique de son temps, qui a dépassé vite le cadre du débat d’idées et est arrivée à la politisation de la contestation du résultat de ses recherches (les autorités communistes lui ont interdit de sortir du pays pendant six ans, entre 1978 et 1984),  Marcian Bleahu a réussi à imposer ses théories. Ainsi, il a été invité en 1974, 1976 et 1978 pour donner des cours à l’université de Genève (le premier cours de tectonique globale) et pour donner des conférences à Vienne, Zurich, Fribourg, Bâle, Potsdam, etc.
Entre 1949 et 1952, il a coordonné le service de géologie pour les travaux du Canal Danube-Mer Noire.
En 1953, il a coordonné les travaux géologiques pour le projet du Métro de Bucarest.
Il a fait partie de la commission interministérielle d’analyse du tremblement de terre de Vrancea du 4 mars 1977.
Entre 1985 et 1994, il a fait partie de l’équipe qui a fondé et coordonné le Musée national de géologie de Bucarest.

### Carrière politique
Pendant ses années d’études universitaires, Marcian Bleahu a été sympathisant du Parti national libéral (PNL), mais il n’a pas été membre de parti jusqu’en 1965, quand il devient membre du Parti communiste roumain (PCR). Il est reconnu par le CNSAS comme collaborateur de l'ancienne police politique du régime communiste roumain. Il a créé le Musée national de géologie, en 1985, dont il a été responsable scientifique jusqu’en 1994.
Après la révolution de décembre 1989, Marcian Bleahu, avec Toma George Maiorescu, fondent le Mouvement écologiste roumain (MER), qui matérialise son credo professionnel sur la protection de la nature et de environnement. Il est élu sénateur en mai 1990, dans le premier Parlement libre post-communiste et il devient ministre de l’Environnement dans le gouvernement Stolojan. Dans cette position, il a élaboré toute une législation (une autre activité de pionnier) et il a essayé d’intégrer la Roumanie dans les conventions et les programmes internationaux sur l’environnement.
En 1992 il est nommé vice-président de la Conférence des Nations unies sur l'environnement et le développement de Rio de Janeiro.
En 1996 il est de nouveau élu sénateur, sur les listes électorales de la Convention démocratique, représentant la Fédération écologiste roumaine (FER). Il a fait partie de la Commission de politique étrangère et du groupe parlementaire du PNL.
En 2008 il est nommé président d’honneur du Parti vert de Roumanie, descendant de la FER.

## Prix et distinctions
- Médaille du Mérite scientifique, 1966
- Ordre du travail, IIIe classe, 1971
- Médaille de Combattant de la Deuxième Guerre mondiale, 1997
- Chevalier de l'ordre de l'Étoile de Roumanie, 2009
- Médaille du mérite Percy Allen de l’Union européenne des sociétés de géologie, 2012
- Prix Emil G. Racoviță de l'Académie roumaine, 1965
- Prix Grigore Cobălcescu de l'Académie roumaine, 1974
- Prix Gheorghe Munteanu Murgoci de l'Académie roumaine, 1976
- Citoyen d’honneur de Gârda et Albac, 2006 et 2010
- Docteur honoris causa de l'université Babeș-Bolyai, Cluj-Napoca, 2009

## Publications

### Géologie
- Marcian Bleahu, La Tectonique globale [« Tectonica globală »], vol. I, Editura Științifică, 1983.
- Marcian Bleahu, La Tectonique globale [« Tectonica globală »], vol. II, Editura Științifică, 1989.
- Marcian Bleahu, La Géologie de la Roumanie [« Geologia României »], Editura UEB, 1994.
- Marcian Bleahu, Géologie générale - Dynamique externe [« Geologie generală – Dinamica externă »], Editura UEB, 2002.
- Marcian Bleahu, Géologie générale - Dynamique interne [« Geologie generală - Dinamica internă »], Editura UEB, 2001.
- Marcian Bleahu, La Terre se confesse [« Pământul se destăinuie »], Editura Ion Creangă, 1985.
- Marcian Bleahu, La Formation des continents et des océans [« Formarea continentelor și a oceanelor »], Editura Științifică, 1978.
- Marcian Bleahu, La Planète nommée Terre [« Planeta numită Pământ »] (4 brochures pour des diapos), Editura Animafilm, 1978.
- Marcian Bleahu (en collaboration avec I. Miclea), Les Cristales de la Roumanie [« Cristalele României »], Editura Sport-Turism, 1977.

### Géographie
- Marcian Bleahu, Le Pittoresque des régions karstiques [« Pitorescul regiunilor carstice »], Editura SRSC, 1956.
- Marcian Bleahu, Fleurs de pierre [« Flori de piatră »], Editura Științifică, 1966.
- Marcian Bleahu, La Morphologie des karsts [« Morfologia carstică »], Editura Științifică, 1974.
- Marcian Bleahu, Le Relief karstique [« Relieful carstic »], Editura Albatros, 1982.
- Marcian Bleahu, La Géographie physique de la Roumanie [« Geografia fizică a României »], Editura UEB, 2001.
- Marcian Bleahu, Au-delà du paysage [« Dincolo de peisaj »], Editura Paidea, 2007.

### Spéléologie
- Marcian Bleahu, L’Homme et la grotte [« Omul și peștera »], Editura Sport-Turism, 1978.
- Marcian Bleahu, La grotte Topolnita [« Peștera Topolnița, en collaboration avec C. Lascu »], Editura Sport-Turism, 1975.
- Marcian Bleahu (en collaboration avec I. Povară), Le Catalogue des grottes de Roumanie [« Catalogul peșterilor din România »], Editura CNSFS, 1976.
- Marcian Bleahu, Les Conquérants des ténèbres [« Cuceritorii întunericului »], Editura Sport-Turism, 1976.
- Marcian Bleahu (en collaboration avec C. Lascu), La Grotte Bulba [« Peștera Bulba »], Editura Sport-Turism, 1985.

### Écologie
- Marcian Bleahu, Réservations naturelles géologiques de Roumanie [« Rezervații naturale geologice din România, en collaboration avec F. Marinescu et V. Brădescu »], Editura Tehnică, 1976.
- Marcian Bleahu, Écologie - Nature - Homme [« Ecologie-Natură-Om »], Editura Metropol, 1998.
- Marcian Bleahu, Regarde derrière toi avec colère... Regarde devant toi avec peur - Les Valences de l’écologie politique [« Privește înapoi cu mânie… privește înainte cu spaimă - Valențele ecologiei politice »], Editura Economică, 2001.
- Marcian Bleahu, L’Arche de Noé au XXIe siècle [« Arca lui Noe în Secolul XXI »], Editura Națională, 2004.
- Marcian Bleahu (en collaboration avec A. et T. Done), Aires naturelles protégées de Bucovine [« Arii naturale protejate din Bucovina »], Editura Terra Design, 2007.
- Marcian Bleahu, Rosia Montana - la préfiguration d’une tragédie nationale [« Roșia Montană – prefigurarea unei tragedii naționale »], 2013.

### Tourisme et alpinisme
- Marcian Bleahu (en collaboration avec S. Bordea et Al. Borza), Les Monts Apuseni [« Munții Apuseni »], Editura ONT, 1963.
- Marcian Bleahu (en collaboration avec S. Bordea), Les Montagnes Bihor-Vladeasa [« Munții Bihor-Vlădeasa »] (guide touristique), Editura Sport-Turism, 1967.
- Marcian Bleahu (en collaboration avec M. Bogdan et Gh. Epuran), Himalaya - la conquête des géants du monde [« Himalaya – cucerirea giganților lumii »],  Editura Științifică, 1966.
- Marcian Bleahu, Les Montagnes Codru-Moma [« Munții Codru-Moma »], Editura CNFS, 1978.
- Marcian Bleahu (en collaboration avec S. Bordea), Les Montagnes Bihor-Vladeasa [« Munții Bihor-Vlădeasa »] (monographie), Editura Sport-Turism, 1981.

### Divers
- Marcian Bleahu, La Confession d’un homme non-défait [« Spovedania unui neînvins »], Editura Paidea, 2006.
- Marcian Bleahu, Notes sans portée [« Note fără portativ »], Editura Paidea, 2011.
- Marcian Bleahu (en collaboration avec B. Iancovici, dans le volume “G.M.Murgoci – Opere alese”), Vie et œuvre de G.M. Murgoci [« Viața și opera lui G.M.Murgoci »], éditeurs M. Bleahu et B. Iancovici, Editura Academiei, 1957.
- Marcian Bleahu (en collaboration avec J. Livescu et A. Savin), Cours d’allemand - textes de géologie et géographie [« Curs de limba germană - texte de geologie și geografie »], 1963.
- Marcian Bleahu (en collaboration avec J. Livescu et A. Savin), Cours d’allemand - textes de biologie [« Curs de limba germană – texte de biologie »], 1968.
- Marcian Bleahu, Problèmes fondamentaux du monde contemporain [« Probleme fundamentale ale lumii contemporane »], vol. Géographie de l’environnement, Manuel pour la XIe, Editura Didactică și Pedagogică, 2002.

### Participations aux volumes de synthèse
- Évolution des processus litogénétiques [« Evoluția proceselor litogenetice »] (en collaboration avec M. Lupu), vol. Évolution géologique des Montagnes Métallifères - Evoluția geologică a Munților Metaliferi, Editura Academiei, 1969.
- Position structurelle des Monts Apuseni dans le système alpino-carpato-dinarique [« Poziția strucrturală a Munților Apuseni în cadrul sistemului alpino-carpato-dinaric »], vol. Les Monts Apuseni (Munții Apuseni, Editura Academiei, 1976.
- Rumanian Carpathians – The Apuseni Mountains, dans le volume Tectonics of the Carpathian-Balkan Regions, Bratislava, Editura Geolog. Inst. Dionysz Stur.
- Les Grottes des Montagnes Bihor [« Peșterile din Munții Bihor - bazinele Padiș-Cetățile Ponorului, Vălea Galbena, Vălea Gârda și din Bazinul văii Topolnița »], vol. Grottes de la Roumanie (Peșteri din România, Editura Științifică, 1976.
- Grottes d’Oltenie explorées de 1959 à 1962, en collaboration avec A. et V. Decou, vol. Recherche sur les grottes du Banat et d’Oltenie 1959-1962, Paris, Editura CNRS.
- Karst of Romania, vol. Important karst of the northern hemisphere, Amsterdam, Editura Elsevier, 1972.
- Palaeokarst of Romania, vol. Paleokarst, Praga, Editura Academia, 1989.